# 虎骨
虎骨是虎的骨骼，中医作为药材。
1993年，中國簽署國際法《生物多樣性公約》後，頒布了《關於禁止犀牛角與虎骨貿易的通知》，取消了犀牛角和虎骨药用标准，禁止虎骨相關產品的制造。不过至少截止到2015年都时有发现偷猎老虎取骨的情况。

## 用途
至今沒有科學證據可以證明虎骨的藥效，不過在各大中医經典中曾出現過對其藥效的描述：
- 李時珍所撰《本草綱目》的獸部目錄第五十一卷曾提到：虎骨主治『邪惡氣，殺鬼疰毒，止驚悸，治惡瘡鼠瘻。頭骨尤良…』。而與虎骨相關的產品中，也提到：『李絳《兵部手集》有虎骨酒，治臂脛痛。崔元亮《海上方》治腰腳不隨，並有虎脛骨酒方…』。藥方則紀載：『臂脛疼痛：虎骨酒治之，不計深淺皆效。用虎脛骨二大兩，搗碎炙黃，羚羊角屑一大兩，新芍藥二大兩，切。三物以無灰酒浸之…。腰腳不隨：攣急冷痛。取虎脛骨五六寸，刮去肉膜，塗酥炙黃，搗細，絹袋盛之，以瓶盛酒一斗浸之，糠火微溫，七日後，任情飲之，當微利便效也。』
- 《备急千金要方》中也記載具有壯筋骨、強腰腎、去風寒的功能。

## 替代品
中国的现代中医认为虎骨有效，但也认为有以下替代：
- 塞隆骨，为藏医所用高原鼢鼠的骨骼。中国研究称化学成分接近，并且同样有“祛风散寒、除湿通络”等中药疗效。[3][4]
- 人工虎骨粉，为金花制药厂独有，为三种不同动物骨骼配伍而成，号称氨基酸含量、多肽组分、矿物质含量都和真虎骨无区别，且临床实验效力接近。[5]